# ザ・ナイトメア・オブ・ドルアーガ 不思議のダンジョン
『ザ・ナイトメア・オブ・ドルアーガ 不思議のダンジョン』（ザ・ナイトメア・オブ・ドルアーガ ふしぎのダンジョン、THE NIGHTMARE OF DRUAGA）は、マトリックス開発、アリカから発売されたダンジョン探索型RPGで、ローグライクゲームである。アリカがチュンソフトとナムコに『不思議のダンジョン』と『ドルアーガの塔』の名前を使う許可を得て製作され、2004年7月29日にプレイステーション2用のソフトとして発売された。レイティングはCERO：A（全年齢対象）。

## 概要
主人公ギル（ギルガメス）は『ドルアーガの塔』、『イシターの復活』などのプレイヤーキャラクタであり、本ゲームもその世界観を踏襲している。ストーリーの時系列は『イシターの復活』後で、『ザ・ブルークリスタルロッド』のパラレル的なストーリーになる。
基本のダンジョンは『風来のシレン』などが自動生成なのに対し、本作はステージごとに固定のマップとなっている。フロアごとに特定の条件を満たすと宝箱が出るシステムは『ドルアーガの塔』を踏襲している。フロアのどこかに落ちている鍵を拾って扉に辿り着けば次のフロアに進める。
「イシターの加護」がターン経過で徐々に減少するのが従来のシレンの「満腹度」に相当する。イシターの加護が少なくなると光が弱まり、視界が徐々に狭くなっていく。イシターの加護が0になってしまうと、隣接している敵すら見えなくなり（影は認識可能）、ターン経過での自然回復機能も無くなってしまう。イシターの加護はアイテムを捧げることで回復する。
今作の独自要素として、「移動速度」と「攻撃速度」がある。ギルの武器および鎧にはウェイトという概念があり、武器は主に攻撃速度、鎧は主に移動速度に関わってくる。
攻撃速度
ギルやモンスターに設定されている攻撃の素早さ。ギルの攻撃速度が相手よりも速い場合、先に攻撃が当たるが、遅い場合は相手の攻撃が先に当たってしまう。敵の攻撃速度は種族ごとに固定で、敵の下にある影の色でどちらが速いか判別可能（自分の方が速い→青  相手の方が速い→赤）。また、重い武器を装備していても、鎧が軽ければ攻撃速度の低下をいくらか緩和できる。ギルの攻撃速度が最速だと、全ての敵に先制する事ができる。しかし、遅いからダメというわけではなく、自分の攻撃速度より相手の移動速度が速ければ、相手の移動しそうな場所に攻撃を「置く」事で、攻撃判定が始まる前に敵がそのマスに移動する事で先制攻撃することも可能である。
ここでは簡単に武器の重さを載せておく。
最も軽い
レイピア  ナックル 素手
普通
ソード サーベル ウィップ ブレード アックス 素手（鎧も装備無しの場合）
最も重い
スピア クレイモア メイス ハンマー
※なお、一部通常より軽かったり重かったりする武器も存在する。
移動速度
ギルやモンスターに設定されている移動の素早さ。いわゆる「どちらが先に行動できるか」を決めるもので、この速度が速いほど敵よりも先に動ける。また敵の攻撃速度より速ければ、移動することで攻撃を避ける事ができる。また、フロアに設置されている階段も移動速度に大きく関わり、階段を登るときは移動速度が通常より落ち、逆に降りるときは通常より上昇する。よって通常は避けられなくても階段を降りているときは攻撃を避けられることもあれば、逆に通常は避けられても階段を登っているときは攻撃を避けられなくなることもある。また、鎧が重くても、武器が軽ければ移動速度の低下をいくらか緩和できる。ギルは最も軽い鎧と武器をつけても移動速度が最速にならないため、攻撃速度が最速である一部の種族とレジェンドモンスターの攻撃は避ける事が不可能である。また、武器と鎧どちらも外してしまうと、イシターの加護が受けられずに通常よりも攻撃、移動共に遅くなってしまう。
ここでは簡単に鎧の重さを載せておく。
最も軽い
プレート ベスト 鎧なし
普通
アーマー 鎧なし（武器も装備無しの場合）
最も重い
メイル
一度クリアしたフロアは鍵が無くても扉を破って進むことができる。この場合はランダム生成される「アナザーダンジョン」に進む。ここは敵が現在のギルのレベル+αになるため必然的に通常のダンジョンより強くなる代わりにLevel1はジェム、Level2は属性装備、Level3はその両方の入手確率が高い。またLevel4(最終層)では一際強力な敵「レジェンドモンスター」が出現。生半可な装備やスキルでは瞬く間にやられてしまうが、倒せればジェム、運が良ければ貴重で強力な装備を落とす。また、アナザーダンジョンでは帰還手段である「フェザー」が使用不能となるため、帰還するにはアナザーダンジョン内でカギを見つけて扉を壊さずに入って通常ダンジョンに戻る必要がある。また敵から経験値を得られなくなるため、レベルアップで体力回復という作戦が使用できなくなる。
また、宝箱とは別に難解な条件を満たす事で突如としてBGMが消滅、変化し（ただしウィスプがいる場合はBGMが変化しないため変化がわかりにくい）、通常ダンジョンにもレジェンドモンスターが現れる事がある。「表レジェンド」と呼ばれるこの個体はアナザーダンジョンのレジェンドモンスターよりいくらか弱く設定されており、（それでも生半可な装備やスキルでは一蹴されるが）通常ダンジョンなのでフェザーも使用可能なので無理せず挑戦できるメリットがある。アナザーダンジョン同様宝箱も落とすが、アナザーダンジョンと違って落とさないこともある他、落とす装備品も貴重ではあってもそこまで使えないものばかりである。ただし、さらに低確率で超強力な装備品を落とすこともある。
HPが無くなると探索失敗となるが、今作はどんな状況でも必ずHPは1で踏みとどまる。その為ピンチの時は脱出という事がしやすくなっている。またワナも全て見えているため容易に避けられる。しかしその分、探索失敗の場合は銘をつけている装備以外のアイテムは全て無くなってしまい、所持金も半分になるなど、他の不思議のダンジョンと比べてペナルティが厳しめである。またリセットを行うと次回開始時にイシターから説教を喰らうことになり、リセットするたびに説教はどんどん長くなり、最終的に「時間」に関することわざや慣用句まで問われることとなる。
キャラクターデザインは岡崎武士、作曲はメインが矢野雅士でサブが相原隆行と佐宗綾子（スーパースィープ）、シナリオは手塚一郎が手がけている。

## ストーリー
ギルガメスがドルアーガを打倒してから3年後。バビリム王国は復興し、ギルガメスの戴冠式とギルガメスとカイの結婚式が翌日に迫った日、カイが魔物達を率いるスカルドと名乗る女魔導師にさらわれてしまう。ギルガメスはスカルドを打倒すものの、カイが突如として消えてしまうばかりかスカルドのティアラはカイのティアラに瓜二つだった。スカルドの正体とバビリム王国の未来を知った時、ギルガメスは真のブルークリスタルロッドとカイを取り戻し、ドルアーガを完全に滅ぼすためにイシターの力を借り、自分の精神を過去のドルアーガの塔へ飛ばす。

## 登場キャラクター 敵モンスター
ギルガメス
バビリム王国の王子。以前、宿敵ドルアーガを倒し、王国に平和をもたらした救国の英雄。戴冠式とカイとの婚礼の儀の前日にカイがスカルドによってさらわれてしまい、スカルドがいるであろうドルアーガの塔に再び侵入するも、途中で地下へと続く奇妙な階段を発見、そこで先に潜入していた巫女を救出して一時帰還。改めて塔の地下部に潜入する。最下層でスカルドと相対するも、圧倒的な力の差を見せつけられ惨敗する。薄れる意識の中、スカルドから「我が力の源はクロノオーブ」と告げられる。何故スカルドが自らこのような事を言ったのか疑問に思いつつ、クロノオーブを破壊し、再びスカルドの元に戻るも、カイは意味深な言葉を残して消えてしまう。その後、スカルドが遺したティアラがカイのものと酷似している事が判明し、この事についてイシターに相談しようと女神の泉へ向かう。途中ティアラからカイの回想を観ながら女神の泉に到着。そこでイシターから今回の事件の真相と原因を聞く。そして今度こそカイを救い、世界に平和をもたらすためにイシターの秘術で過去のまだドルアーガを倒していない時間軸に戻り、再びドルアーガの塔を登り始める。
カイ
女神イシターの寵愛を受けたイシターの巫女。ギルとの婚礼の儀の前日にスカルドにさらわれてしまう。ギルはスカルドの元にたどり着くも、カイはスカルドによって結晶の中に閉じ込められてしまう。その後、ギルはスカルドの力の源であるクロノオーブを破壊して戻ってくるが、スカルドの最期の術で結晶からは解放されるも、何かを悟ったかのようにスカルドと会話、その後にギルに意味深な言葉を残して姿を消す。
実は以前ドルアーガによって石にされていた時に闇の因子が埋め込まれており、ギルとの婚姻によって巫女の力を失ったため、闇の因子の暴走を招き、偽物であったブルークリスタルロッドをダーククリスタルロッドへと変貌させ、世界の滅亡を招いてしまった。自分はどう罪を償えば良いのか苦悶しながら女神の泉へ赴き、そこでイシターから世界滅亡をなかった事にできる策を告げられ、世界と愛するギルのために「スカルド」として行動していた。
スカルド
戴冠式およびギルとカイの婚礼の儀の前日にあらわれた謎の女魔導師。突如としてカイを誘拐し、封印されたドルアーガの塔の地下神殿に逃げ込む。実力はギルを凌駕し、カイを結晶の中に閉じ込める。しかし、ギルが意識を失う直前に力の源がクロノオーブであることを告げたり、意識を失ったギルを神殿に送り返したりするなど、行動の不審さが目立つ。その後、クロノオーブを破壊された事で大きく怯むが、最期の力でカイに術をかけ、そのカイに後を託すかのような会話をしたのち、ギルにも「これでいい」と告げながら消滅した。
正体は一度滅亡した未来の世界からやって来たカイであり、同じ悲劇は繰り返させまいとカイの中にある闇の因子が暴走する前に一連の行動をしていた。そうしてイシターの加護を受けた戦士、すなわちギルに自分を倒させる事でカイの呪縛を解放することが目的であった。
ドルアーガ
バビリムに君臨する闇の君主。以前一度ギルに倒されたが、それは罠であり、あらかじめカイに闇の因子を埋め込み、サキュバスに渡しておいたルビーメイスによってギルに偽物のブルークリスタルロッドをつくらせ、自分の死後、カイの中の闇の遺伝子を覚醒させてダーククリスタルロッドの力で世界を滅ぼすという作戦だった。しかし、時を超えて登って来たギルによって看破されたため、ギルを亡き者にしようと襲いかかり敗れるが、同じく敗れたサキュバスと融合し「真ドルアーガ」として最後の戦いを始める。
サキュバス
ドルアーガに使える悪魔。自分のいる階に到着したギルに、ドルアーガを倒すよう頼む。しかしこれは罠であり、ドルアーガを倒すための道具としてルビーメイスを持たせ、偽物のブルークリスタルロッドをつくらせる事が目的であった。しかし時を超えてたどり着いたギルは既にそれを知っていたため、ギルを亡き者にしようと襲いかかる。真のブルークリスタルロッドの素材であるロッドオブライトの持ち主である。
イシター
バビリム王国を見守る女神。一度世界を滅亡させ絶望の淵にあったカイや、カイを救うために相談しに来たギルに対して秘策を授ける。また、ブルークリスタルロッドを主神アヌに返そうと進むギルに激励の言葉を送る。
アヌ神
天界の主神。ブルークリスタルロッドを返しに来たギルに対して人間の愚かさや不毛さを突きつけるが、それでも返そうとするギルを見て、その覚悟を試すためにギルの最愛の人であるカイの姿でギルに戦いを挑む。そしてその覚悟を受け止めたのちロッドを受け取り、人間がどのように生きるか、その選択をギルに委ねた。
敵モンスター（ここでは種族ごとに特徴を紹介する）
ブルーナイト種
ナイト族の中でも下級の騎士。移動、攻撃どちらも遅く、体力も多い方ではないが、スキルがかなり強力な為、侮れない。
該当モンスター   ・ブルーナイト  ・ブルーナイトセカンド  ・ブルーキャプテンナイト  ・ブルーエーセス  ・エクセルナイト
固有スキル  エクストリームフォース（体力減少につれて威力上昇） ジョルティングスラッシュ（威力二倍攻撃）
ブラックナイト種
ブルーナイトより格上の騎士。移動、攻撃速度はブルーナイトと同じだが、体力が強化され、スピアやウィップを装備している為、２マス同時攻撃が可能。
該当モンスター   ・ブラックナイト  ・ブルーアイナイト  ・シャドウナイト  ・ダークナイト  ・デスナイト
固有スキル  スパイラル（1.5倍攻撃） アサルト（強化攻撃&自分防御低下）
ミラーナイト種
ギルの能力をコピーして作られたとされる騎士。体力はブラックナイト程ではないが、移動、攻撃速度が前述のナイト2種より強化されており、またスキルで1ターンに二回攻撃することもある強敵。
該当モンスター   ・ミラーナイト ・メタルナイト ・ミラーナイトスパーク  ・ブリリアントミラーナイト  ・ゴールデンミラーナイト
固有スキル  ファントムスライサー（０.５+１.５倍の二回攻撃）
ハイパーナイト種
かなりの重装備を施した騎士。移動、攻撃速度は最低レベルだが、体力と防御力がかなり高く、スキルによってギルの武器を弾くこともある厄介な敵。また、見えていても見えていなくともギルから１マス開けて行動する。
該当モンスター   ・ハイパーナイト ・アーマーナイト ・スチールハイパーナイト ・シルバーハイパーナイト ・ゴールデンハイパーナイト
固有スキル  スマッシュ（１.５倍攻撃） ディスアームブロック（被攻撃時確率で発動。ギルの武器を弾き飛ばす）
レッドナイト種
ナイト種の中でもエリート的な存在。全ての能力が高水準であり、移動、攻撃速度もミラーナイトよりも速い。特に攻撃速度はギルの最速移動速度と同じな為、平地では攻撃を避ける事ができない。また。スキルで攻撃を受け流しつつ攻撃することもある難敵。
該当モンスター   ・レッドナイト ・ブルーシールドナイト ・ブラックシールドナイト ・レッドキラー  ・ホーリーオブレッド
固有スキル  スパイラル（１.５倍攻撃） パリングアタック（攻撃をかわしつつ０.７倍攻撃。かわすのに失敗することもある。このスキルは最後に行動するため、この攻撃発動時のみ移動で回避可能）
リザードマン種
ドルアーガによって作られた蜥蜴（トカゲ）の戦士。移動、攻撃速度は最低レベルだが、体力がハイパーナイト種よりも高く、攻撃力も高い。戦闘中に吠えて仲間を呼び寄せるスキルを持つ。このスキルが発動すると同エリアにいるリザードマン種は何処にいようとも正確にギルのもとにやってくる。また、体力が減ると凶暴化し、防御が下がる代わりに攻撃力が激増するので一撃必殺か体力を調整する事が不可欠である。
該当モンスター   ・リザードマン   ・ピンクソードナイト  ・ブラックリザードマン  ・ブラウンリザードマン  ・ゴールデンリザードマン
固有スキル  ハウル（同族にギルを認識させ集める） デッドリーストライク（攻撃。確率で特大ダメージ） バーサーク（体力３分の１で発動。防御低下+攻撃大上昇）
スライム種
ドルアーガが生み出したスライムの魔物。全ての敵の中で最弱であり、移動、攻撃速度ともに最低レベル。しかし、同じスライム種でフュージョンする事があり、レベルが上がって強くなる。アナザーダンジョンなどでフュージョンされると一気に強力な敵となってしまう。また、微弱ながらも魔法が使える。
該当モンスター   ・グリーンスライム  ・ブラックスライム  ・レッドスライム  ・イエロースライム  ・ブルースライム  ・ピンクスライム  ・ダークイエロースライム  ・ダークグリーンスライム  ・ゴールデンスライム
固有スキル  フュージョン（同族と融合。レベルが合算される） 魔法（ブラックスライムから使用。種類ごとに属性は異なる）
ウーズ種
スライムが泥状となったもの。泥の性質からスライムより防御力が上がっている。移動速度は遅いが攻撃速度は意外と速く、レッドナイトと同様にギルの最速移動速度と同じな為、平地では攻撃を避ける事ができない。また、移動速度と攻撃速度がかなり差がついている為置き攻撃もしづらい。更に、フュージョンをしなくなる代わりに頻繁にギルの防御力を下げてくる。
該当モンスター   ・グリーンウーズ  ・ブラックウーズ  ・レッドウーズ  ・イエローウーズ  ・ブルーウーズ  ・ピンクウーズ  ・ダークイエローウーズ  ・ダークグリーンウーズ  ・ゴールデンウーズ
固有スキル  ディフェンスブレイク（相手に防御低下効果）
ヴァンパイア種
ドルアーガによって動き出した吸血鬼。移動、攻撃速度ともに遅く、攻撃力もそれほどではないが体力と防御力は高い。たまに眠り攻撃をしてくる事がある。また、自分で眠って体力を回復することもあるが、頻度は稀である。
該当モンスター   ・ライトヴァイオレットヴァンパイア  ・オレンジヴァンパイア  ・グリーンヴァンパイア  ・ブラックヴァンパイア  ・ゴールデンヴァンパイア
固有スキル  スリープストライク（相手に睡眠効果） スリープキュア（自身睡眠+時間経過で体力回復）
バット種
血を吸うというコウモリ。体力は低いが、移動、攻撃速度は非常に速く、どちらも最高レベルな為、階段を用いても避ける事ができず、最速攻撃速度でないと先手を取ることもできない。リザードマン種と同様に仲間を呼ぶ事がある。また時々混乱状態にしてくることもある。
該当モンスター   ・ライトヴァイオレットバット  ・オレンジバット  ・ブルーバット  ・ブラックバット  ・ゴールデンバット
固有スキル  テレパシー（同族にギルを認識させて集める） パニックストライク（相手に混乱効果）
スネーク種
何かしらの毒を持つ蛇。意外と防御力が高く、移動速度と攻撃速度が同一では無く、攻撃の方が若干速いため惑わされやすい。時々毒状態にしてくるほか、上位種になるにつれて更に別の状態異常にするスキルも習得してくる。
該当モンスター   ・グリーンスネーク  ・ブルースネーク  ・オレンジスネーク  ・ブラックスネーク  ・ゴールデンスネーク
固有スキル  ポイズンストライク（相手に毒効果）
シーフ種
他人のものを狙う泥棒の魔物。泥棒の名は伊達では無く、バット種と同じく移動、攻撃速度が最速である為、階段を用いても避ける事ができず、最速攻撃速度でなければ先制できない。また、名の通りギルの様々なアイテムを盗む。また、同エリアに落ちているアイテムも拾う事がある。その場合、倒せば取り戻せる。また、盗むアイテムは同族の中でも違ってくる。
該当モンスター   ・シーフ  ・アルファス  ・エニグマ  ・モストーユ  ・ランドス
固有スキル  スティール〇〇（ギルの対応したアイテムを盗み、ワープする。種類ごとに対応アイテムが異なる） コレクトアイテム（フロアに落ちているアイテムを拾う）
ボーン種
ドルアーガによって復活させられた骸骨の戦士。体力、攻撃力が高く、たまにとてつもなく強力な打撃や体力吸収攻撃をしてくるものの、幸い移動、攻撃速度はともに最低レベル。一度倒しても8ターン後に体力50％で復活してくる。その後もう一度倒すと完全に消滅する。上位種になると復活時の体力が全快になる。
該当モンスター   ・ボーン  ・スカル  ・カース  ・デッド  ・カオス
固有スキル  ジョルティングスラッシュ（威力二倍攻撃） ブラッドサック（攻撃+ダメージ割合吸収） リザレクション（死亡後8ターン後に割合復活。上位種は全快）
エンジェル種
死んだ人の恨みが亡霊となった魔物。移動、攻撃速度はともに遅い方で体力等も強いわけではないが、攻撃が２マス届き、また与えたダメージを吸収する。更に壁を抜ける事が可能であり、壁越しから攻撃してくることもある。周囲の敵の体力の回復も行う。
該当モンスター   ・ダークスピリット  ・アーシャス  ・エンジェル  ・ファントム  ・ヴェルナス
固有スキル  ブラッドサック（攻撃+ダメージ割合吸収） レメディ（同エリアのモンスターの体力回復） パスウォール（壊せる壁を無視して移動、攻撃できる。外壁は貫通できないが角抜けは可能）
マジシャン種
ドルアーガの配下の魔法使い。ステータスはかなり低いが、移動、攻撃速度はそこそこ速く、さらに移動時は瞬間移動するので追いかけにくい。名前の通り魔法が使え、威力はスライム種を大きく上回る。また魔法は２マス届き、他の2マス攻撃の使い手の死角である桂馬の位置でも攻撃が届く。
該当モンスター   ・メイジ  ・ソーサラー  ・ドルイド  ・ウィザード  ・ワールド
固有スキル  魔法（スライム族より強力。種類ごとに属性も異なる） テレポート（様々な場所にワープ。１マス移動の時もこれを使う）
ゴースト種
上記のマジシャン種たちの亡霊。エンジェル種同様に２マス攻撃が可能で、壁抜けも可能、また速度もエンジェル種よりは素早い。たまに眠り攻撃を仕掛けてきたり、同エリアの別の場所にワープさせたりする為、他のモンスターと組むと非常に厄介な存在になってくる。
該当モンスター   ・メイジゴースト  ・ドルイドゴースト  ・ウィザードゴースト  ・ホーリーゴースト  ・リッチ
固有スキル  スリープストライク（相手に睡眠効果） テレキネシス（相手を何処かにワープさせる） パスウォール（壊せる壁を無視して移動、攻撃できる。外壁は貫通できないが角抜けは可能）
ローパー種
正体不明の触手状の魔物。両速度は最低だが体力と防御力が非常に高く、さらに与えたダメージを吸収している為、生半可な攻撃力では倒すことすらままならない。また通常ダンジョンにおいてもギルのレベル+αの強さで出現するため、レベルを上げても楽にはならない。さらにジェムによる魔法も吸収してしまう。弱点となる武器も種類ごとに違ってくる。
該当モンスター   ・グリーンローパー  ・レッドローパー  ・イエローローパー  ・ライトブルーローパー  ・ブルーローパー  ・シルバーローパー  ・ピンクローパー  ・レインボーローパー  ・ゴールデンローパー
固有スキル  エビルテンタクル（攻撃+ダメージ100％吸収） アブソーブスペル（ジェムによる攻撃魔法無効）
アーチン種
正体不明の無数の針を持つ魔物。体力は低く、防御はローパーには遠く及ばないが少し高く、両速度は最低レベルだが、攻撃力は全モンスター屈指の強さであり、どのような状況でも常にギルの最大ＨＰの7割を削ってくるので、どんなに強くとも3発で力尽きる。またギルのレベル+αの強さで登場するため、強くなっても楽にならない。さらにジェムによる魔法も跳ね返してくる強敵。
該当モンスター   ・ランドアーチン
固有スキル  ドレッドフルニードル（ギルの最大体力70％のダメージ） リフレクトスペル（ジェムによる攻撃魔法反射）
ウィスプ種
人の怨念が詰まった鬼火の死神。移動、攻撃速度ともに最速であり、いかなる攻撃も効かず、さらにどのような状況でも隣接するとギルの体力を1にしてしまう最強の魔物。ただし隣接してもすぐに攻撃するとは限らない。また、一度攻撃すると何処かへワープする。赤、青ウィスプは壁沿いに移動しており、青ウィスプは右回り、赤ウィスプは左回りに移動する。また、同じフロアに長時間居続けることで緑ウィスプが出現する。こちらは時間経過でどんどん増殖し、他と違ってギルを見つけると積極的に追ってくる。
該当モンスター   ・ブルーウィルオーウィスプ  ・レッドウィルオーウィスプ  ・グリーンウィルオーウィスプ
固有スキル  デスチャージ（ギルの体力を1にする。攻撃後ワープ）